# 角茴香属
角茴香属（学名：Hypecoum）是荷包牡丹科下的一个属，为一年生、短小草本植物。该属共有18种，分布于地中海区和亚洲东北部。